# Sevěřští z Kuličova
Sevěřští z Kuličova (též Severští z Kuličkova či Severští z Kulířova) byli původem slezský rytířský rod, od první poloviny 17. století usedlý na Moravě.

## Historie

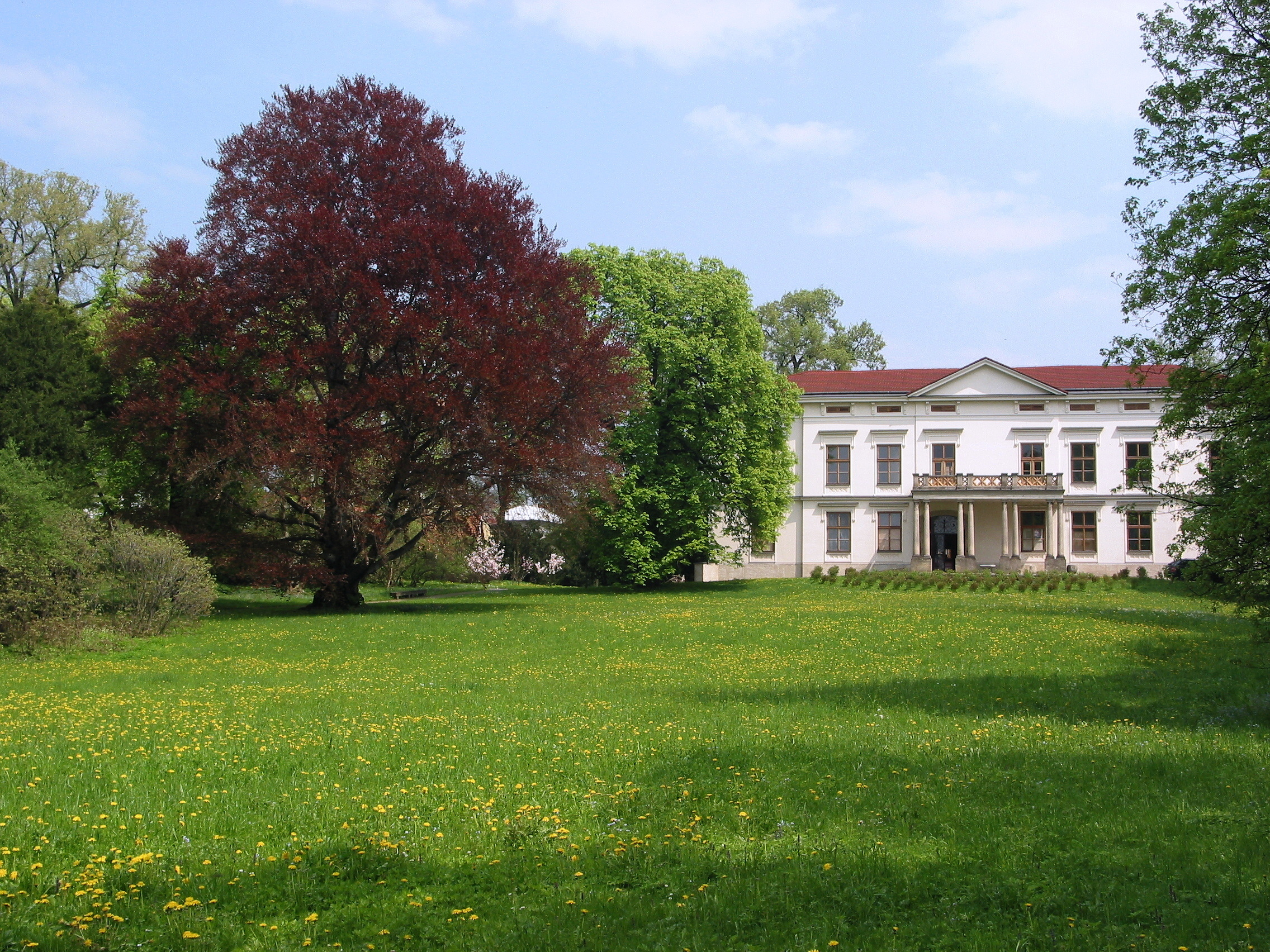
Současná podoba zámku v Lešné u Valašského Meziříčí, která byla majetkem Sevěřských z Kuličova v letech 1641–1656

Rod pocházel z Horního Slezska, patrně ze vsi Skałągi (něm. Skalung) u Kluczborku. Roku 1560 byl jistý Jan Severský držitelem svobodného dvora v Kostelci na Hané, ovšem jeho příbuznost s rodem Sevěřských z Kuličova není prokazatelná. Prvním doložitelným Sevěřským na Moravě byl až Hynek Sevěřský z Kuličova († 1653), který v roce 1616 studoval na olomoucké jezuitské univerzitě (v univerzitní matrice je zapsán jako „Nobilis Hinko Sewerski de Kuliczhom, Silesius“). Hynek vstoupil do služeb Karla knížete z Lichtenštejna (1569–1627) a jeho syna Karla Eusebia knížete z Lichtenštejna (1611–1684), přičemž v letech 1624–1648 působil v úřadu hejtmana lichtenštejnských panství Lanškroun a Lanšperk. Od olomouckého biskupa Františka kardinála z Ditrichštejna (episkopát 1599–1636) obdržel v dubnu 1628 lenní statek Choryni se vsí Choryňskou Lhotou a dvorem Stříteží a statek Loučku se vsí Podolí, které byly dříve konfiskovány rytíři Ctiborovi Chorinskému z Ledské. Svou východomoravskou majetkovou držbu pak rozšířil ještě v roce 1641 o panství Lešnou, kterou zakoupil od svých švagrů rytířů Půhončích z Předmostí; pozornost poté soustředil na úpravu lešenské tvrze, jež byla postupně přebudována v čtyřkřídlý zámek. V této době též zakoupil statek Količín u Holešova a pozemek na Moravské ulici v Lipníku nad Bečvou, kde nechal postavit hospodářský dvůr. Hynek Sevěřský z Kuličova zemřel v průběhu roku 1653 a jeho ostatky byly pohřbeny v kostele sv. Petra a Pavla v Kelči u Valašského Meziříčí. Přestože lenní statky Choryni a Loučku odkázal svým dětem, jeho závěť byla prohlášena za neplatnou a tato manství byla olomouckým biskupem Leopoldem Vilémem Habsburským (episkopát 1636–1662) následně předána do držení Jana Kaldtschmidta z Eisenberku. Lešenské panství pak Hynkovi dědici prodali v roce 1656 Hoffmannům z Grünbuchlu.
Pokračovatelem rodu se stal Hynkův syn Bohumír Sevěřský z Kuličova, jenž však vstoupil do premonstrátského řádu a pobýval v jejich zábrdovickém klášteře. Z dalších Hynkových dětí jsou známy dcery Kateřina Terezie (poprvé provdaná Přepyšská z Rychmburka, podruhé Saltenreichová) a Marta (provdaná Stařínská z Bítkova). V letech 1625–1636 je také připomínána Hynkova sestra Dorota Sevěřská z Kuličova, která měla dvě nemanželské děti s Bernardem Tvorkovským z Kravař.

## Erb

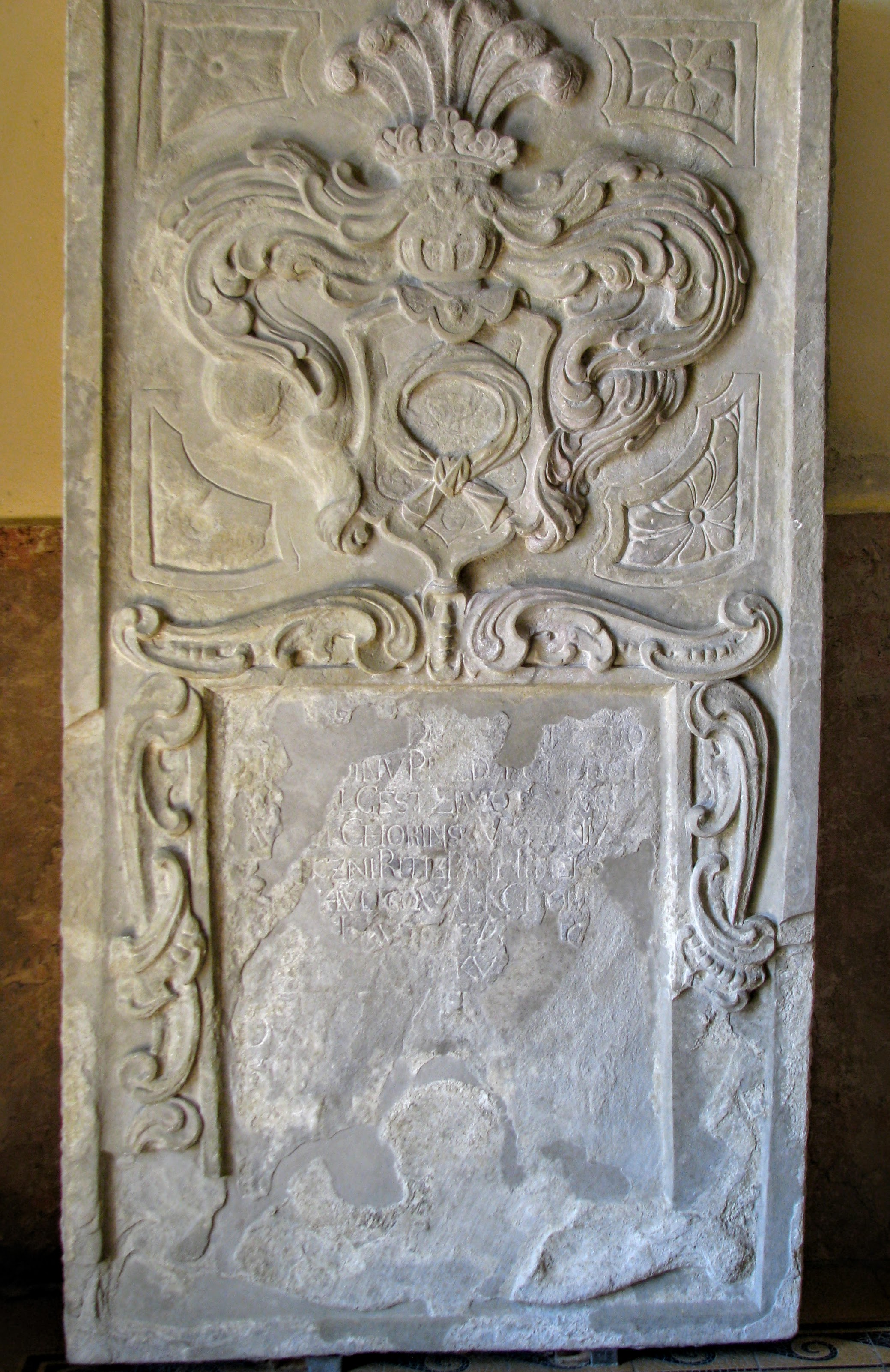
Raně barokní náhrobník Hynka Sevěřského z Kuličova († 1653) v kostele sv. Petra a Pavla v Kelči

Erb Sevěřských z Kuličova sestával z červeného štítu, v němž spočívala stříbrná točenice (věník). Štít kryl turnajový helm s červeno-stříbrnými přikryvadly. Klenotem bylo šest stříbrných a po trojici vzájemně odvrácených pštrosích per. Samotný štít odpovídá herbu Nałęcz, známému z polské heraldické praxe, přičemž obdobný znak nosila také polská šlechtická rodina Dluzských z Dlůhého.
Dochovaný erb Sevěřských z Kuličova se nachází na raně barokním náhrobním kameni Hynka Sevěřského, který je umístěn v kostelní předsíni kelečského kostela sv. Petra a Pavla. Znova nalezen byl v roce 1991 a roku 2010 byl zrestaurován.

## Sídla a panství
- Choryně (1628–1653)
- Količín (40. léta 17. století–1654)
- Lešná (1641–1656)
- Loučka (1628–1653)